# Raphaela Averkorn
Raphaela Averkorn (* 1961) ist eine deutsche Historikerin.
Averkorn studierte Geschichte und Romanistik an der Universität Münster und wurde 1990 dort mit einer Arbeit über ein cluniacensisches Priorat in der Grafschaft Armagnac promoviert. Sie habilitierte sich 1999 mit einer Studie über die spätmittelalterliche kastilische Historiographie an der Universität Hannover und lehrt als Professorin Mittlere und Neuere Geschichte an der Universität Siegen.

## Schriften (Auswahl)
- „Hacer y escribir historia“ – Über den Umgang mit Geschichte. Untersuchungen zur Geschichtsschreibung und zum Geschichtsbild ausgewählter Historiographen in den Königreichen Kastilien und Aragón vom 13. bis zum 15. Jahrhundert, Habil.-Schrift, Hannover 1999.
- Adel und Kirche in der Grafschaft Armagnac. Das cluniacensische Priorat Saint-Jean-Baptiste de Saint-Mont (1036–1130). Mit 31 genealogischen Tafeln. Winkler, Bochum 1997.
- mit Winfried Eberhard, Raimund Haas, Bernd Schmies (Hrsg.): Europa und die Welt in der Geschichte. Festschrift zum 60. Geburtstag von Dieter Berg. Winkler, Bochum 2004, ISBN 3-89911-024-2.